# Wydawnictwo CM
Wydawnictwo CM – polskie wydawnictwo książkowe z siedzibą w Warszawie, założone w 2009 przez Jakuba Jagiełłę.

## Historia wydawnictwa
Wydawnictwo do 2012 używało nazwy Ciekawe Miejsca.net od portalu turystycznego www.ciekawe-miejsca.net, który prowadzi. W związku z rozszerzeniem tematyki publikacji nazwa została zmieniona na CM.
Do 2019 nakładem Wydawnictwa CM ukazało się ponad 300 publikacji, w tym przewodniki turystyczne, książki podróżnicze, powieści kryminalne i sensacyjne, klasyka literatury polskiej i światowej. Od 2012 wydawnictwo publikuje serię „Kryminały przedwojennej Warszawy”, w której wznawiane są powieści kryminalne napisane przed 1939. Od 2016 ukazuje się cykl „Najlepsze kryminały PRL”, a od 2017 serie klasyki światowej pn. „CM Klasyka”. W końcu 2017 zainicjowany został cykl „Nowy polski kryminał”, w którym prezentowane są polskie powieści kryminalne nowych autorów.
Najbardziej znane serie przewodników to „Zapomniane miejsca” – przewodniki po miejscach zrujnowanych, oraz „Tajemnicze miasto. Spacery po Warszawie” varsavianisty Michała Szymańskiego.

## Autorzy
Do autorów wydawanych przez Wydawnictwo CM należą m.in. Roald Amundsen, Daniel Bachrach, Aleksander Błażejowski, Michaił Bułhakow, James Oliver Curwood, Joseph Smith Fletcher, Tadeusz Gajcy, Mikołaj Gogol, Antoni Heinrich, Victor Hugo, Jarosław Klonowski, Wojciech Kulawski, Ludwik Marian Kurnatowski, Jack London, Bolesław Leśmian, Adam Nasielski, Edgar Allan Poe, Walery Przyborowski, Marek Romański, Bartłomiej Grzegorz Sala, Stefan Szolc-Rogoziński, Michał Szymański, Edgar Wallace, Herbert George Wells, Oscar Wilde, Stanisław Ignacy Witkiewicz, Stanisław Antoni Wotowski.